# Regierung Abbott

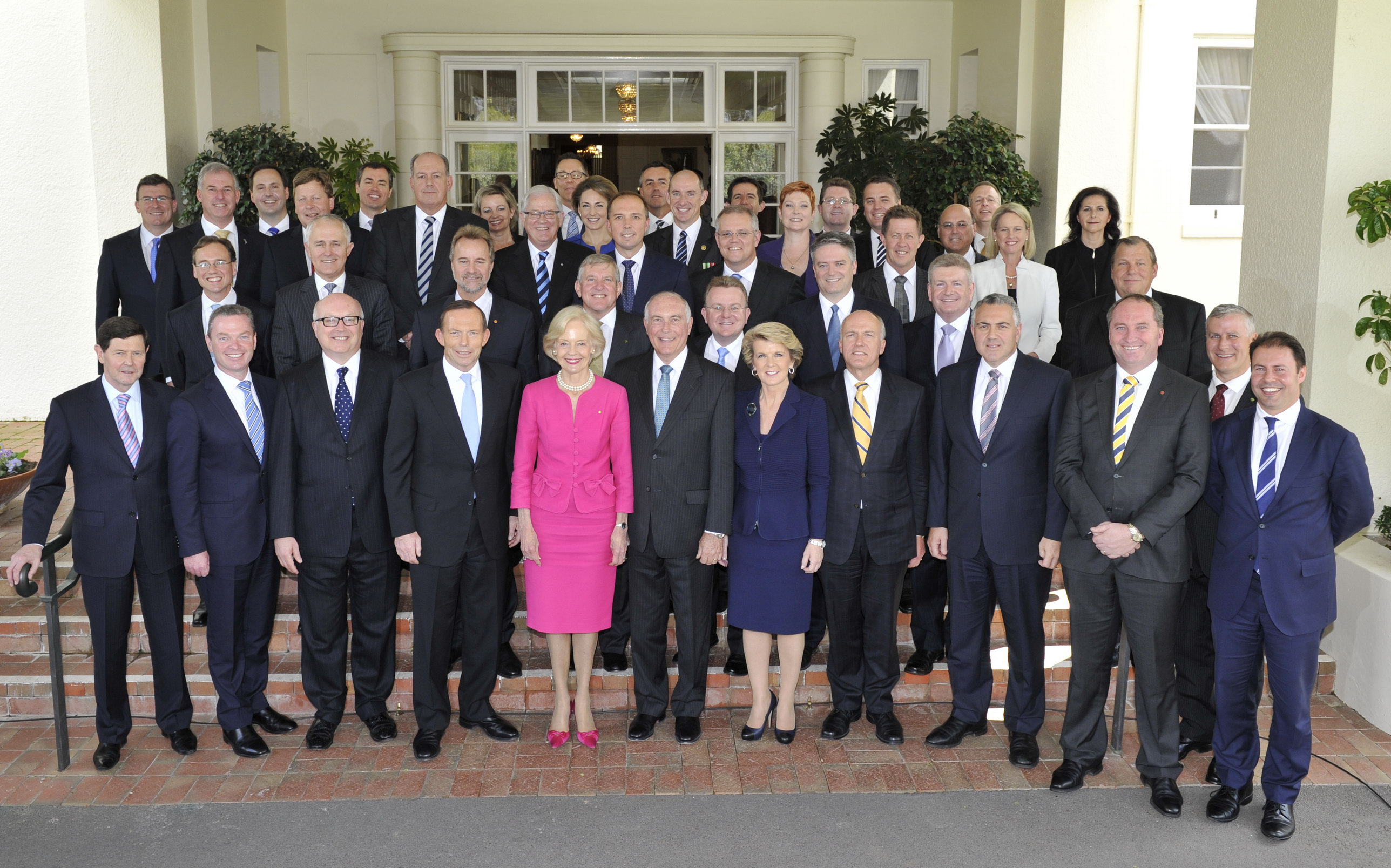
Generalgouverneurin Quentin Bryce und die frisch vereidigte Regierung Abbott

Die Regierung Abbott regierte Australien vom 18. September 2013 bis zum 15. September 2015. Es handelte sich um eine Koalitionsregierung von Liberal Party (LIB) und National Party.
Die Parlamentswahlen am 7. September 2013 verlor die Labor Party unter Kevin Rudd klar. Sie erhielt nur noch 55 der 150 Parlamentssitze, die Liberal Party stellte 74 Abgeordnete, die National Party 15. Die folgende Regierung wurde von einer Koalition aus Liberalen und National Party gebildet mit dem Vorsitzenden der Liberalen, Tony Abbott, als Premierminister. Am 15. September 2015 unterlag Abbott bei einer Abstimmung über den Parteivorsitz seinem parteiinternen Rivalen Malcolm Turnbull, der ihn auch als Premierminister ablöste.

## Ministerliste
| Kabinett                                                                        | Kabinett                   | Kabinett | Kabinett                                | Kabinett |
| Amt                                                                             | Minister                   | Partei   | Amtszeit                                | Bild     |
| ------------------------------------------------------------------------------- | -------------------------- | -------- | --------------------------------------- | -------- |
| Premierminister                                                                 | Tony Abbott                | LIB      | 18. September 2013 – 15. September 2015 |          |
| Minister für Ureinwohner                                                        | Nigel Scullion             | CLP      | 18. September 2013 – 15. September 2015 |          |
| stellvertretender Premierminister                                               | Warren Truss               | NPA      | 18. September 2013 – 15. September 2015 |          |
| Minister für Infrastruktur und Verkehr                                          | Warren Truss               | NPA      | 18. September 2013 – 19. März 2014      |          |
| Minister für Infrastruktur und regionale Entwicklung                            | Warren Truss               | NPA      | 19. März 2014 – 15. September 2015      |          |
| Außenministerin                                                                 | Julie Bishop               | LIB      | 18. September 2013 – 15. September 2015 |          |
| Minister für Handel und Investitionen                                           | Andrew Robb                | LIB      | 18. September 2013 – 15. September 2015 |          |
| Arbeitsminister                                                                 | Eric Abetz                 | LIB      | 18. September 2013 – 15. September 2015 |          |
| Generalstaatsanwalt                                                             | George Brandis             | LIB      | 18. September 2013 – 15. September 2015 |          |
| Kulturminister                                                                  | George Brandis             | LIB      | 18. September 2013 – 15. September 2015 |          |
| Vizepräsident des Executive Council                                             | George Brandis             | LIB      | 18. September 2013 – 15. September 2015 |          |
| Schatzminister                                                                  | Joe Hockey                 | LIB      | 18. September 2013 – 15. September 2015 |          |
| Minister für Kleinunternehmen                                                   | Bruce Billson              | LIB      | 18. September 2013 – 15. September 2015 |          |
| Landwirtschaftsminister                                                         | Barnaby Joyce              | NPA      | 18. September 2013 – 15. September 2015 |          |
| Bildungsminister                                                                | Christopher Pyne           | LIB      | 18. September 2013 – 23. Dezember 2014  |          |
| Minister für Bildung und Ausbildung                                             | Christopher Pyne           | LIB      | 23. Dezember 2014 – 15. September 2015  |          |
| Industrieminister                                                               | Ian Macfarlane             | LIB      | 18. September 2013 – 23. Dezember 2014  |          |
| Minister für Industrie und Wissenschaft                                         | Ian Macfarlane             | LIB      | 23. Dezember 2014 – 15. September 2015  |          |
| Sozialminister                                                                  | Kevin Andrews              | LIB      | 18. September 2013 – 23. Dezember 2014  |          |
| Sozialminister                                                                  | Scott Morrison             | LIB      | 23. Dezember 2014 – 15. September 2015  |          |
| Minister für Kommunikation                                                      | Malcolm Turnbull           | LIB      | 18. September 2013 – 15. September 2015 |          |
| Gesundheitsminister/in                                                          | Peter Dutton               | LIB      | 18. September 2013 – 23. Dezember 2014  |          |
| Gesundheitsminister/in                                                          | Sussan Ley                 | LIB      | 23. Dezember 2014 – 15. September 2015  |          |
| Sportminister/in                                                                | Peter Dutton               | LIB      | 18. September 2013 – 23. Dezember 2014  |          |
| Sportminister/in                                                                | Sussan Ley                 | LIB      | 23. Dezember 2014 – 15. September 2015  |          |
| Verteidigungsminister                                                           | David Johnston             | LIB      | 18. September 2013 – 23. Dezember 2014  |          |
| Verteidigungsminister                                                           | Kevin Andrews              | LIB      | 23. Dezember 2014 – 15. September 2015  |          |
| Umweltminister                                                                  | Greg Hunt                  | LIB      | 18. September 2013 – 15. September 2015 |          |
| Minister für Einwanderung und Grenzschutz                                       | Scott Morrison             | LIB      | 18. September 2013 – 23. Dezember 2014  |          |
| Minister für Einwanderung und Grenzschutz                                       | Peter Dutton               | LIB      | 23. Dezember 2014 – 15. September 2015  |          |
| Finanzminister                                                                  | Mathias Cormann            | LIB      | 18. September 2013 – 15. September 2015 |          |
|                                                                                 |                            |          |                                         |          |
| Juniorminister                                                                  |                            |          |                                         |          |
| Justizminister                                                                  | Michael Keenan             | LIB      | 18. September 2013 – 15. September 2015 |          |
| Ministerin für Human Services                                                   | Marise Payne               | LIB      | 18. September 2013 – 15. September 2015 |          |
| Minister für Veteranen                                                          | Michael Ronaldson          | LIB      | 18. September 2013 – 15. September 2015 |          |
| Special Minister of State                                                       | Michael Ronaldson          | LIB      | 18. September 2013 – 15. September 2015 |          |
|                                                                                 |                            |          |                                         |          |
| Assistant Minister und parlamentarische Staatssekretäre                         |                            |          |                                         |          |
| Assistant Minister für den Öffentlichen Dienst beim Premierminister             | Eric Abetz                 | LIB      | 18. September 2013 – 15. September 2015 |          |
| Assistant Minister für Frauen beim Premierminister                              | Michaelia Cash             | LIB      | 18. September 2013 – 15. September 2015 |          |
| Assistant Minister für Terrorismusbekämpfung beim Premierminister               | Michael Keenan             | LIB      | 28. Mai 2015 – 15. September 2015       |          |
| Assistant Minister für Terrorismusbekämpfung beim Premierminister               | Christian Porter           | LIB      | 23. Dezember 2014 – 15. September 2015  |          |
| Assistant Minister für die ANZAC-Hundertjahrfeier beim Premierminister          | Michael Ronaldson          | LIB      | 18. September 2013 – 15. September 2015 |          |
| Assistant Minister für Infrastruktur und regionale Entwicklung                  | Jamie Briggs               | LIB      | 18. September 2013 – 15. September 2015 |          |
| Assistant Minister für Arbeit                                                   | Luke Hartsuyker            | NPA      | 18. September 2013 – 15. September 2015 |          |
| Assistant Minister im Schatzministerium                                         | Arthur Sinodinos           | LIB      | 18. September 2013 – 19. Dezember 2014  |          |
| Assistant Minister im Schatzministerium                                         | Josh Frydenberg            | LIB      | 23. Dezember 2014 – 15. September 2015  |          |
| Assistant Minister für Bildung                                                  | Sussan Ley                 | LIB      | 18. September 2013 – 23. Dezember 2014  |          |
| Assistant Minister für Bildung und Ausbildung                                   | Simon Birmingham           | LIB      | 23. Dezember 2014 – 15. September 2015  |          |
| Assistant Minister für Soziales                                                 | Mitch Fifield              | LIB      | 18. September 2013 – 15. September 2015 |          |
| Assistant Minister für Gesundheit                                               | Fiona Nash                 | NPA      | 18. September 2013 – 15. September 2015 |          |
| Assistant Minister für Verteidigung                                             | Stuart Robert              | LIB      | 18. September 2013 – 15. September 2015 |          |
| Assistant Minister für Einwanderung und Grenzschutz                             | Michaelia Cash             | LIB      | 18. September 2013 – 15. September 2015 |          |
| Parlamentarischer Staatssekretär beim Premierminister                           | Alan Tudge                 | LIB      | 18. September 2013 – 15. September 2015 |          |
| Parlamentarischer Staatssekretär beim Premierminister                           | Josh Frydenberg            | LIB      | 18. September 2013 – 23. Dezember 2014  |          |
| Parlamentarischer Staatssekretär im Außenministerium                            | Brett Mason                | LIB      | 18. September 2013 – 23. Dezember 2014  |          |
| Parlamentarischer Staatssekretär im Außenministerium                            | Steven Ciobo               | LIB      | 23. Dezember 2014 – 15. September 2015  |          |
| Parlamentarischer Staatssekretär im Ministerium Handel und Investition          | Steven Ciobo               | LIB      | 23. Dezember 2014 – 15. September 2015  |          |
| Parlamentarische Staatssekretärin beim Generalstaatsanwalt                      | Concetta Fierravanti-Wells | LIB      | 28. Mai 2015 – 15. September 2015       |          |
| Parlamentarische/r Staatssekretär/in im Schatzministerium                       | Steven Ciobo               | LIB      | 18. September 2013 – 23. Dezember 2014  |          |
| Parlamentarische/r Staatssekretär/in im Schatzministerium                       | Kelly O’Dwyer              | LIB      | 23. Dezember 2014 – 15. September 2015  |          |
| Parlamentarischer Staatssekretär im Landwirtschaftsministerium                  | Richard Colbeck            | LIB      | 18. September 2013 – 15. September 2015 |          |
| Parlamentarischer Staatssekretär im Bildungsministerium                         | Scott Ryan                 | LIB      | 18. September 2013 – 23. Dezember 2014  |          |
| Parlamentarischer Staatssekretär im Ministerium für Bildung und Ausbildung      | Scott Ryan                 | LIB      | 23. Dezember 2014 – 15. September 2015  |          |
| Parlamentarischer Staatssekretär im Industrieministerium                        | Bob Baldwin                | LIB      | 18. September 2013 – 23. Dezember 2014  |          |
| Parlamentarische Staatssekretärin im Ministerium für Industrie und Wissenschaft | Karen Andrews              | LIB      | 23. Dezember 2014 – 15. September 2015  |          |
| Parlamentarische Staatssekretärin im Sozialministerium                          | Concetta Fierravanti-Wells | LIB      | 18. September 2013 – 15. September 2015 |          |
| Parlamentarischer Staatssekretär im Ministerium für Kommunikation               | Paul Fletcher              | LIB      | 18. September 2013 – 15. September 2015 |          |
| Parlamentarischer Staatssekretär im Verteidigungsministerium                    | Darren Chester             | NPA      | 18. September 2013 – 15. September 2015 |          |
| Parlamentarischer Staatssekretär im Umweltministerium                           | Simon Birmingham           | LIB      | 18. September 2013 – 23. Dezember 2014  |          |
| Parlamentarischer Staatssekretär im Umweltministerium                           | Bob Baldwin                | LIB      | 23. Dezember 2014 – 15. September 2015  |          |
| Parlamentarischer Staatssekretär im Finanzministerium                           | Michael McCormack          | NPA      | 18. September 2013 – 15. September 2015 |          |